# Biozvěst
Biozvěst je biologický korespondenční seminář určený studentům základních a středních škol z České republiky a Slovenska. V každém ročníku je soutěžícím zasláno dvacet různých úloh ve čtyřech sériích, přičemž jejich nejlepším řešitelům je po skončení ročníku nabídnuta možnost zúčastnit se terénní exkurze na některé biologicky zajímavé místo v České republice.
Seminář je zřizován Sdružením Arachne, z. s., které kromě něj pořádá také různá biologická soustředění. Na přípravě Biozvěstu se podílí především studenti a zaměstnanci Přírodovědecké fakulty Univerzity Karlovy, která seminář zaštiťuje.

## Historie
Nultý ročník korespondenčního semináře Biozvěst proběhl v roce 2012, terénní exkurze se tehdy konala na Šumavě. Po úspěchu tohoto zkušebního ročníku se organizátoři v čele s rostlinným fyziologem Stanislavem Vosolsobě rozhodli uspořádat v následujícím roce ročník další, ten již byl označen jako první. Seminář se od této doby koná nepřetržitě každý rok. Současnou hlavní organizátorkou je Eliška Pšeničková. Biozvěst je prvním českým biologickým korespondenčním seminářem, později vznikl ještě brněnský IBIS.

## Úlohy
Úlohy jednoho ročníku jsou zasílány řešitelům ve čtyřech sériích, z nichž každá obsahuje jednu úlohu praktickou, jednu seriálovou (úlohu na určité téma, které je stanoveno pro každý celý ročník) a tři další teoretické úlohy. Komunikace organizátorů s řešiteli probíhá e-mailem. Úlohy slouží nejen ke všeobecnému zdokonalení biologických znalostí řešitelů, lze je vnímat také jako přípravu na řešení úloh Biologické olympiády.